# جائزة أستراليا الكبرى 2003
جائزة أستراليا الكبرى 2003 (بالإنجليزية: 2003 Australian Grand Prix)‏ هو سباق فورمولا 1 أقيم بتاريخ 9 مارس 2003 في حلبة سباق الجائزة الكبرى في ملبورن، أستراليا. كان الأول من أصل 16 في بطولة العالم لسباقات الفورمولا واحد موسم 2003. حلّ البريطاني ديفيد كولتهارد أولا بينما جاء الكولومبي خوان بابلو مونتويا في المركز الثاني وحصل على المركز الثالث الفنلندي كيمي رايكونن.